# Taboritas

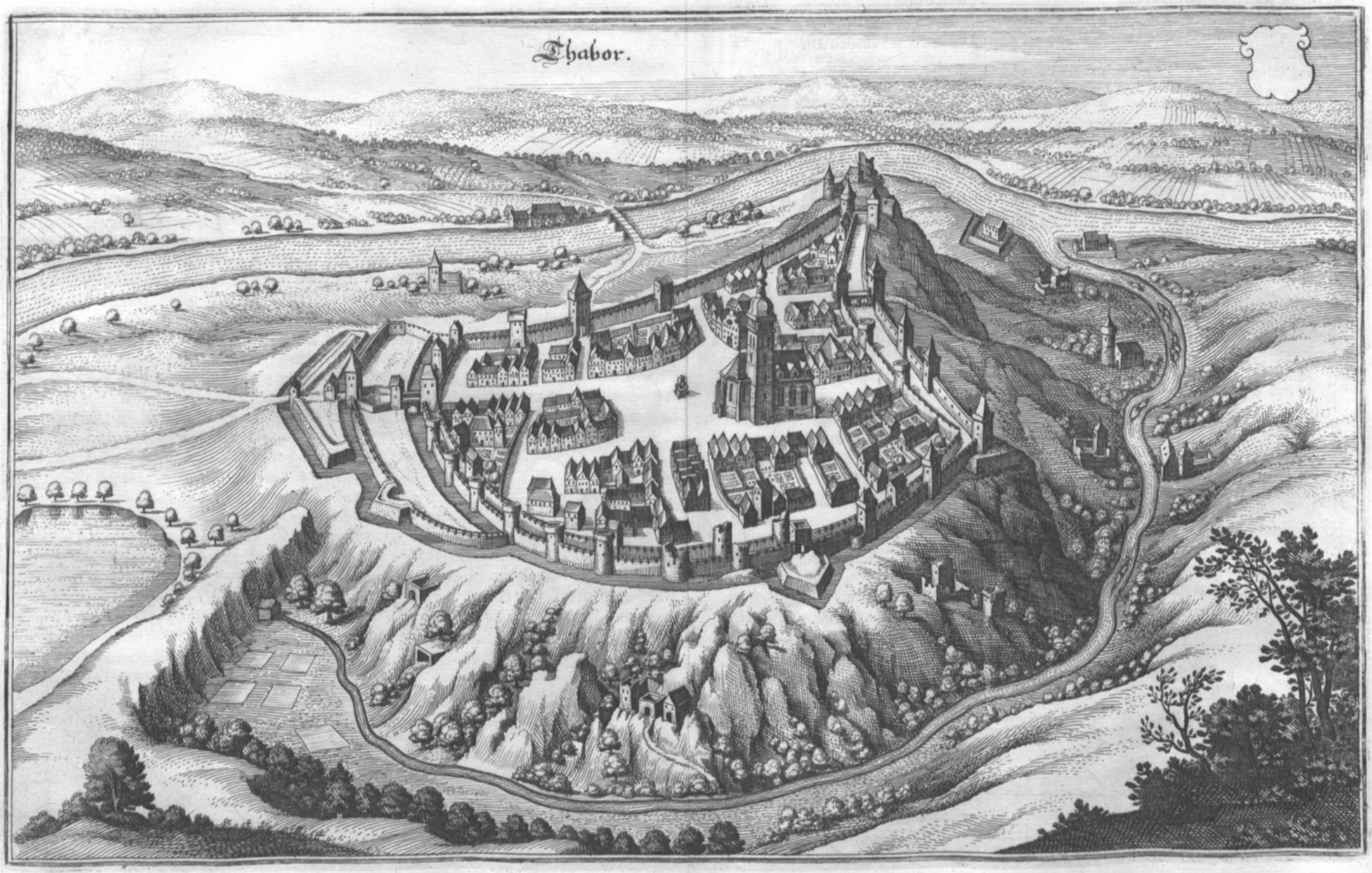
Tábor, grabado de Matthäus Merian, m. 1650.

Los taboritas (en checo: táborité) eran miembros de una comunidad cristiana bohemia, que formaban parte del ala radical militante de la reforma husita, declarada herética por la Iglesia católica. Sus enemigos los denominaban picardos (Hermanos del libre espíritu).

## Teología
La teología taborita representó una de las salidas más radicales a la Iglesia medieval jerárquica. Rechazaban el aparato externo de la Iglesia estatal, que consideraban corrompida, e insistían en regirse únicamente por la autoridad de la Biblia. Aunque los teólogos de los taboritas eran versados en la teología escolástica, estuvieron entre los primeros intelectuales en romper con los viejos métodos escolásticos. Se enfrentaron a los llamados adamitas, que prometían que la gente volvería a un estado de inocencia original, sin ropa ni matrimonio, así como a los husitas mayoritarios más moderados, los utraquistas y praguenses. Puesto que el ímpetu de la revolución nació a partir de la ejecución de Jan Hus en la hoguera, muchos historiadores los califican a todos ellos con el nombre de husitas.
Los taboritas eran particularmente entusiastas en sus prácticas religiosas y como otras corrientes religiosas de la época, pero al contrario de la comunidad radical pacifista establecida por Petr Chelčický, consideraban que era su deber matar a todos los "herejes", es decir, a los no taboritas. Algunos de los teólogos taboritas más destacados fueron Mikuláš Biskupec de Pelhřimov y Procopio el Grande (quien murió en la batalla de Lipany). Las ideas teológicas radicales tempranas de los taboritas estaban representadas por Petr Kanis y Martin Huska.

## Historia
En la primavera de 1420, en medio de las guerras husitas, un grupo husita tomó la ciudad de Sezimovo Ústí y luego el cercano castillo de Hradiště, alrededor del cual fundaron la ciudad de Tábor. Unos 4.000 seguidores en el sur de Bohemia querían vivir allí siguiendo las líneas de la comunidad cristiana primitiva. Los taboritas rechazaban las ceremonias, el sacerdocio y las vestiduras, así como el servicio de reliquias e imágenes, la veneración de los santos, el juramento, el ayuno y algunos de los sacramentos como la confesión, pero mantenían el bautismo y la Cena del Señor. Anunciaron la llegada del milenio de Cristo, en el cual no habría más pago de tributos a los señores ni siervos ni amos. Económicamente fuertes debido al control de las minas de oro locales, los ciudadanos se unieron a los campesinos para desarrollar una sociedad de tipo comunista.
El ejército taborita estaba al mando del general Jan Žižka, quien, aliado con los orebitas, defendió Bohemia con sus tropas contra el ejército del emperador Segismundo. Žižka era partidario de la clemencia con los vencidos, y después de una batalla, cuando su ejército lo desobedeció y mató a muchos prisioneros, Žižka ordenó a sus tropas que pidieran el perdón de Dios por medio de la oración. Esta experiencia le inspiró para escribir un código de conducta militar famoso, basado en parte en el libro bíblico de Deuteronomio. Žižka dejó a los taboritas porque esta comunidad se hizo demasiado radical para sus creencias, y asumió entonces la dirección de los orebitas, más moderados, en Hradec Králové.
Las numerosas cruzadas contra los utraquistas, taboritas y orebitas pusieron en segundo plano sus diferencias y cooperaron a menudo militarmente para derrotar las cruzadas puestas en marcha contra Bohemia. Una vez alejada la amenaza exterior gracias a las victorias husitas, las diversas facciones se volvieron una contra la otra. Finalmente, tras 20 años de luchas, el poderío de los taboritas fue resquebrajado en la batalla de Lipany el 30 de mayo de 1434, en la cual cayeron 13 000 de sus 18 000 combatientes. En 1437 firmaron el tratado de paz con Segismundo.
Aunque los taboritas dejaron de desempeñar un papel político importante, su pensamiento teológico influyó fuertemente en la fundación y el desarrollo posterior de la Hermandad de Moravia (Unitas Fratrum) en 1457.